# Zuwendung (Wertpapierhandelsgesetz)
Unter Zuwendung (englisch inducements) versteht man im Bankenaufsichtsrecht Provisionen, Gebühren oder sonstige geldwerten und nicht monetären Vorteile, die ein Wertpapierdienstleistungsunternehmen von einem Dritten annimmt oder vom Wertpapierdienstleistungsunternehmen einem Dritten gewährt werden.

## Allgemeines
Wertpapierdienstleistungsunternehmen betreiben Anlageberatung, bevor sie Wertpapiergeschäfte mit Anlegern abschließen. Diese Anlageberatung könnte die Unabhängigkeit der Unternehmen gefährden, wenn das Unternehmen für die Anlagevermittlung bestimmter Finanzprodukte Provisionen von deren Emittenten erhält. Es liegt ein Interessenkonflikt vor, der darin besteht, dass das Finanzprodukt nur wegen seiner Provision vermittelt wird. Legt das Unternehmen diese Provisionen dem Anleger nicht offen (Innenprovision), wird die notwendige Markttransparenz verhindert. Deshalb hatte sich der Gesetzgeber entschieden, in § 31d Abs. 1 WpHG a. F. ein Verbot für die Annahme oder Gewährung von Zuwendungen auszusprechen.

## Rechtsfragen
Seit Januar 2018 sind Wertpapierdienstleistungsunternehmen gemäß § 64 WpHG verpflichtet, bei einer Anlageberatung den Kunden vor Beginn der Beratung und vor Abschluss des Beratungsvertrags (etwa im Rahmen einer Geeignetheitserklärung) darüber zu informieren, ob die Anlageberatung als Honorar-Anlageberatung erbracht wird. Die Neuregelung des Verbots von Zuwendungen auf der Grundlage der MiFID II findet sich in § 70 Abs. 2 WpHG. Der Rechtsbegriff der Zuwendung ist weit auszulegen und umfasst alle Arten von geldwerten Vorteilen wie Vertriebs- oder Vermittlungsprovisionen oder auch die kostenlose Überlassung von Werbematerial oder Schulungen.
Das Verbot gilt insbesondere nur dann nicht, wenn die Zuwendung dem Kunden nach Art und Umfang offengelegt wird (§ 70 Abs. 1 Satz 1 Nr. 2 WpHG). Der Kunde ist dabei über die Existenz, die Art und den Umfang der Zuwendung oder die Art und Weise seiner Berechnung vollumfänglich aufzuklären; dabei ist ihm der genaue Betrag mitzuteilen. Eine weitere Ausnahme ist in § 70 Abs. 7 WpHG vorgesehen, wonach Gebühren und Entgelte, welche die Erbringung von Wertpapierdienstleistungen erst ermöglichen oder dafür notwendig sind, ebenfalls nicht dem allgemeinen Verbot unterliegen. Hierzu gehören Depotgebühren, Transaktionskosten (etwa Courtage) oder gesetzliche Gebühren/Abgaben (Börsenumsatzsteuer).
Zuwendungen sind in den EU-Mitgliedstaaten nach der Richtlinie 2014/65/EU über Märkte für Finanzinstrumente (Finanzmarktrichtlinie) für Kreditinstitute und Wertpapierdienstleistungsunternehmen im Zusammenhang mit einer Wertpapier(neben)dienstleistung für einen Anleger nur zulässig, wenn sie dem Kundeninteresse nicht widersprechen, oder darauf ausgelegt sind, eine Qualitätsverbesserung der Wertpapier(neben)dienstleistung zu erzielen oder das Vorhandensein, die Art und der Umfang der Zuwendungen dem Anleger im Voraus umfassend, verständlich und deutlich offengelegt werden.

## Rechtsfolgen
Ein Verstoß des Wertpapierdienstleistungsunternehmens gegen das Verbot stellt eine Ordnungswidrigkeit dar, die nach § 120 Abs. 3 Nr. 52/53 WpHG mit einem Bußgeld bedroht ist. Das aufsichtsrechtliche Prinzip, wonach Provisions-Zuwendungen Dritter grundsätzlich verboten und allenfalls dann erlaubt sind, wenn diese offengelegt werden, ist als Ausdruck eines allgemeinen Rechtsprinzips bei der Auslegung der (konkludenten) Vertragserklärungen zu berücksichtigen.